# Monte Roc Neir
Il Monte Roc Neir è una montagna delle Alpi Graie alta 1.540 m che si trova tra la Val Ceronda e la Valle di Viù, in Piemonte.

## Etimologia
Ròc Nèir in piemontese significa Roccia Nera.

## Descrizione

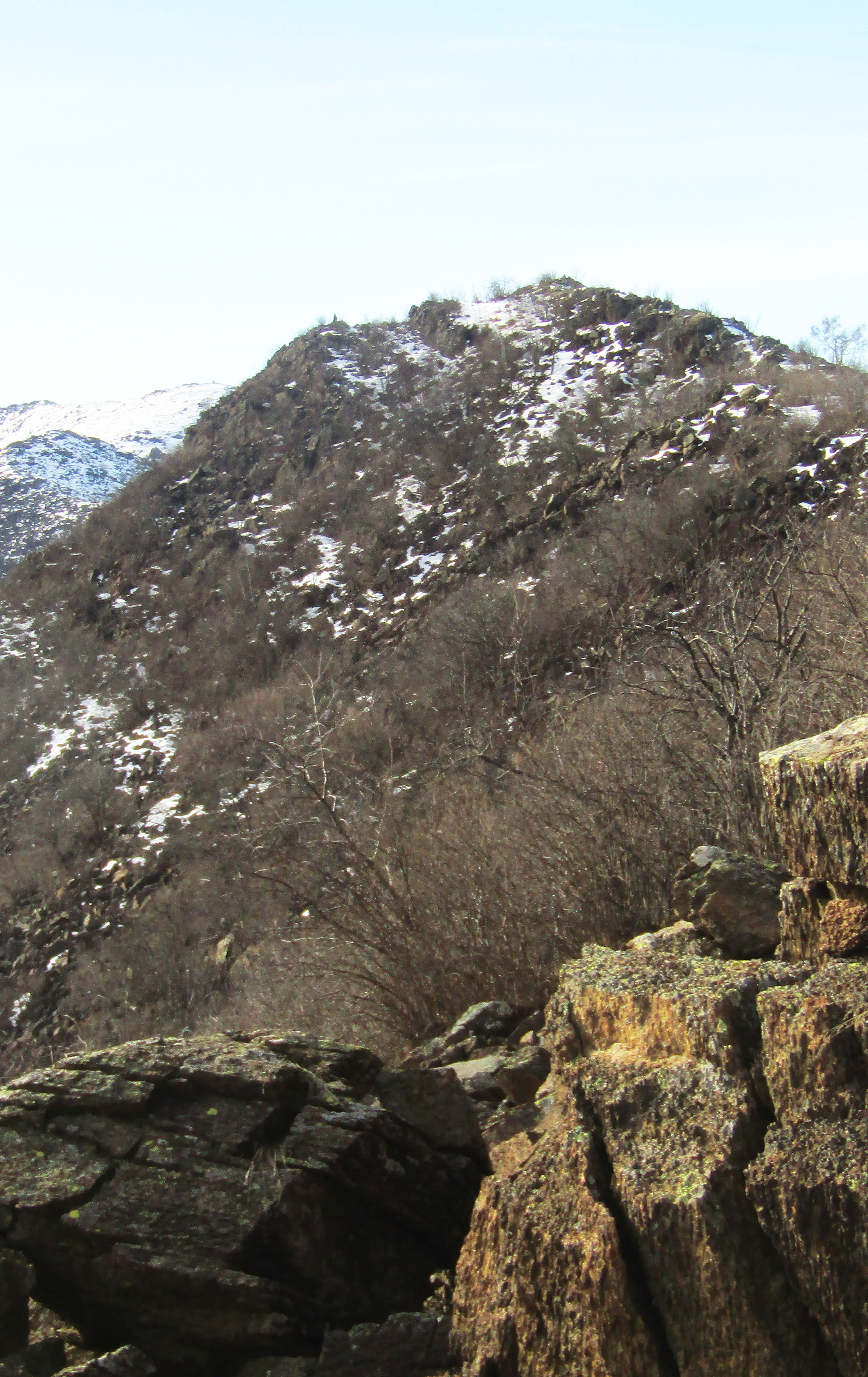
Vista dalla Val Ceronda

La montagna si trova al confine tra i territori comunali di Viù e di Varisella. La cresta spartiacque Stura/Ceronda verso sud-ovest scende al Colle Carminera (1.450 m), che separa il Roc Neir dal Monte Colombano.  A nord-est invece lo spartiacque prosegue con il vicino Monte Druina, di poco più basso. Dalla cima del Monte Roc Neir si stacca verso sud-est un costolone, la Costa del Carmine, che si esaurisce poi nei pressi di Moncolombone, una frazione di Varisella. Dal punto culminante, sul quale si trova la riproduzione in miniatura di un rifugio alpino, la montagna offre un vastissimo panorama sulla catena alpina e sulla pianura piemontese.

## Accesso alla vetta
Il Monte Roc Neir può essere raggiunto dal Passo della Croce risalendo il crinale Ceronda/Stura con una scomoda progressione su pietraia e dopo avere scavalcato la cima del Monte Druina.
Data la quota relativamente bassa e la presenza di vastissime pietraie la possibilità di salire sulla montagna con gli sci da sci alpinismo o con le ciaspole è piuttosto rara, e si presenta solo in inverni con fortissimo innevamento.